# چیزی در چشمانش
چیزی در چشمانش (انگلیسی: Something in Her Eye) یک فیلم کمدی صامت کوتاه آمریکایی است که در سال ۱۹۱۵ منتشر شد. از بازیگران این فیلم می‌توان به اولیور هاردی و بیلی رودس اشاره کرد.